# کاترین مک‌کینون
کاترین مک‌کینن (انگلیسی: Catharine MacKinnon؛ زادهٔ ۷ اکتبر ۱۹۴۶) فمینیست رادیکال، وکیل و کنشگر آمریکایی است.